# 500 دونم على سطح القمر (فلم)
500 دونم على سطح القمر (بالإنجليزية: 500 Dunam on the Moon) هو فيلم وثائقي تم إنتاجه في الولايات المتحدة.
يتحدث الفيلم عن انتزاع أراضي عين حوض عام 1948 وتحويلها إلى قرية للفنانين تسمى "عين هود". ويحكي قصة إستقرار سكانها الأصليين على بعد 1.5كم فقط من قريتهم.

## وصلات خارجية
- مقالات تستعمل روابط فنية بلا صلة مع ويكي بيانات

لا توجد روابط لمواقع التواصل الاجتماعي.